# جامع الغازي أحمد باشا
جامع الغازي أحمد باشا (بالتركية: Kara Ahmet Paşa Camii)‏، هو مسجد عثماني، شيده المهندس المعماري معمار سنان خلال القرن السادس عشر.